# 大雪
- 立春
- 雨水
- 惊蛰
- 春分
- 清明
- 谷雨
- 立夏
- 小满
- 芒种
- 夏至
- 小暑
- 大暑
- 立秋
- 处暑
- 白露
- 秋分
- 寒露
- 霜降
- 立冬
- 小雪
- 大雪
- 冬至
- 小寒
- 大寒

| 歲   | 開始             | 結束             |
| ---- | ---------------- | ---------------- |
| 辛巳 | 2001-12-07 01:28 | 2001-12-21 19:21 |
| 壬午 | 2002-12-07 07:14 | 2002-12-22 01:14 |
| 癸未 | 2003-12-07 13:05 | 2003-12-22 07:03 |
| 甲申 | 2004-12-06 18:48 | 2004-12-21 12:41 |
| 乙酉 | 2005-12-07 00:32 | 2005-12-21 18:34 |
| 丙戌 | 2006-12-07 06:26 | 2006-12-22 00:22 |
| 丁亥 | 2007-12-07 12:14 | 2007-12-22 06:07 |
| 戊子 | 2008-12-06 18:02 | 2008-12-21 12:03 |
| 己丑 | 2009-12-06 23:52 | 2009-12-21 17:46 |
| 庚寅 | 2010-12-07 05:38 | 2010-12-21 23:38 |
| 辛卯 | 2011-12-07 11:29 | 2011-12-22 05:30 |
| 壬辰 | 2012-12-06 17:18 | 2012-12-21 11:11 |
| 癸巳 | 2013-12-06 23:08 | 2013-12-21 17:11 |
| 甲午 | 2014-12-07 05:04 | 2014-12-21 23:03 |
| 乙未 | 2015-12-07 10:53 | 2015-12-22 04:47 |
| 丙申 | 2016-12-06 16:41 | 2016-12-21 10:44 |
| 丁酉 | 2017-12-06 22:32 | 2017-12-21 16:27 |
| 戊戌 | 2018-12-07 04:25 | 2018-12-21 22:22 |
| 己亥 | 2019-12-07 10:18 | 2019-12-22 04:19 |
| 庚子 | 2020-12-06 16:09 | 2020-12-21 10:02 |
| 辛丑 | 2021-12-06 21:57 | 2021-12-21 15:59 |
| 壬寅 | 2022-12-07 03:46 | 2022-12-21 21:48 |
| 癸卯 | 2023-12-07 09:33 | 2023-12-22 03:27 |
| 甲辰 | 2024-12-06 15:17 | 2024-12-21 09:21 |

數據來源：噴氣推進實驗室線上曆書系統
大雪，二十四節氣之一，每年在12月6至8日之間，斗指壬，太陽位於黃經255°，北方地區會受冷空氣影響，常出現較大的降雪，引起地面積雪。

## 天文
《禮記．月令》：「仲冬之月，日在斗，昏在壁中，旦軫中。」《月令七十二候集解》：「十一月節，大者盛也，至此而雪盛矣。」黃河流域一帶漸有積雪。 《漢書•律曆志上》：「星紀，初斗十二度，大雪。」南朝梁崔靈恩《三禮義宗》：「十一月，大雪為節者，形於小雪為大雪。時雪轉甚，故以大雪名節。」清曹寅《赴淮舟行雜詩》之十二：「客程過大雪，家信只空函。」

## 氣候
大雪節氣，中國大部分地區及臺灣玉山的溫度最低都已降到了零度或以下。各地會降大雪，甚至是暴雪，因在強冷空氣前沿冷暖空氣交鋒區域。古人云：「大者，盛也，至此而雪盛也。」表示這種節氣時期，是降大雪的起始時間和雪量程度，如同小雪節氣，直接反映降水的節氣。因此大雪，又是指降雪量大的雪。《左傳•隱公九年》：「平地尺為大雪。」

## 物候
古代將大雪分爲三候：「一候鵑鷗不嗚；二候虎始交；三候荔挺出。」是說此時因天氣寒冷，寒號鳥不再嗚叫了；由於陰氣最盛時期，正所謂盛極而衰，陽氣已有所萌動，所以老虎始有求合行爲；「荔挺」爲蘭草的一種，也感到陽氣的萌動而抽出新芽。
- 鶡旦不鳴：《禽經》曰：鶡，毅鳥也，似雉而大，有毛角，鬥死方休。古人取為勇士冠名可知矣。《漢書》音久亦然。《埤雅》云：「黃黑色，故名為褐。」據此，本陽鳥，感六陰之極，不鳴矣。若郭璞《方言》，似雞，冬無毛，晝夜鳴，即寒號蟲。陳澔與方氏亦曰，求旦之鳥，皆非也。夜既鳴，何謂不鳴耶？《丹鉛餘錄》作「雁」，亦恐不然。《淮南子》作鳱鴠，《詩》注作渴旦。
- 虎始交：虎，猛獸，故《本草》曰能辟惡魅。今感微陽，氣益甚也，故相與而交。
- 荔挺生：荔，《本草》謂之蠡，實即馬薤也，鄭康成、蔡邕、高誘皆雲馬薤，況《說文》雲，荔似蒲而小，根可為刷；與《本草》同。但陳澔注為香草，附和者即以為零陵香，殊不知零陵香自生於三月也。

## 节气养生
避免讓身體受寒。
菠菜、洋蔥、黑木耳、山藥、海帶、白菜、白蘿蔔、紅蘿蔔、香菇等是很好的選擇食物。
台灣各種藥膳補湯如麻油雞、薑母鴨、羊肉爐、四物湯、四君子湯、八珍湯、十全大補湯、藥燉排骨湯、小米粥等。

## 文學
- 大雪十一月節（唐•元稹）

積陰成大雪，看處亂霏霏。

玉管鳴寒夜，披書曉絳帷。

黃鐘隨氣改，鷃鳥不鳴時。

何限蒼生類，依依惜暮暉。

- 大雪（宋．陸游）

大雪江南見未曾，今年方始是嚴凝。

巧穿簾罅如相覓，重壓林梢欲不勝。

氈幄擲盧忘夜睡，金羈立馬怯晨興。

此生自笑功名晚，空想黃河徹底冰。

- 丁亥冬大雪（宋•于石）

頑雲撥不開，陰風挾嚴威。

大雪止復作，細民已噓嚱。

人言豐年瑞，可樂胡反悲。

頻年豈無雪，雪少寒不知。

誰爲禦寒計，茅屋曝晴曦。

今年雪大作，始信貧無衣。

地爐燎濕薪，僵坐縮如龜。

年豐固可樂，一飽遠莫期。

但憂今日寒，未慮明年饑。

豈知紈絝子，重裘擁柔肌。

綉閣藹春風，金帳環蛾眉。

惟恨雪不多，低唱飲羔兒。

且盡一己歡，寧爲爾民思。

爾民毋自苦，會有年豐時。

鶏豚燕同社，玉粒香浮炊。

一飽有餘樂，八珍亦奚爲。

寄語紈絝子，此意知不知。

- 大雪（宋•趙蕃）

長年南雪不到地，瘴癘慘毒愁北人。

今年初見臘前白，寵光併與梅花新。

客居破屋愁欲裂，病目不嫌熏濕薪。

鶉衣百結不蔽膝，戀戀誰憐范叔貧

- 大雪（宋•魯交）

萬象曉一色，皓然天地中。

楚山雲母障，漢殿水精宮。

遠近梅花信，高低柳絮風。

吟魂清不徹，和月上晴空。

## 俗諺
- 大雪河封住，冬至不行船（黑龍江）。
- 大雪晴天，立春雪多（河北）。
- 大雪下雪，來年雨不缺（安徽）。
- 大雪不凍，驚蟄不開（江南）。
- 大雪兆豐年，無雪要遭殃（江南）。
- 今年的雪水大，明年的麥子好（甘肅）。
- 大雪不凍倒春寒（廣西）。